# Kanonizacja równoważna

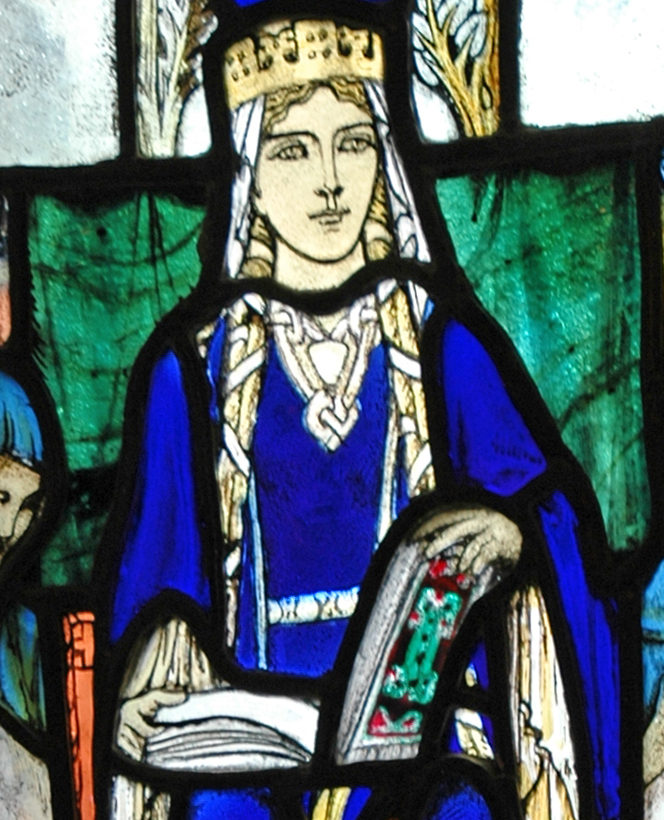
św. Małgorzata Szkocka

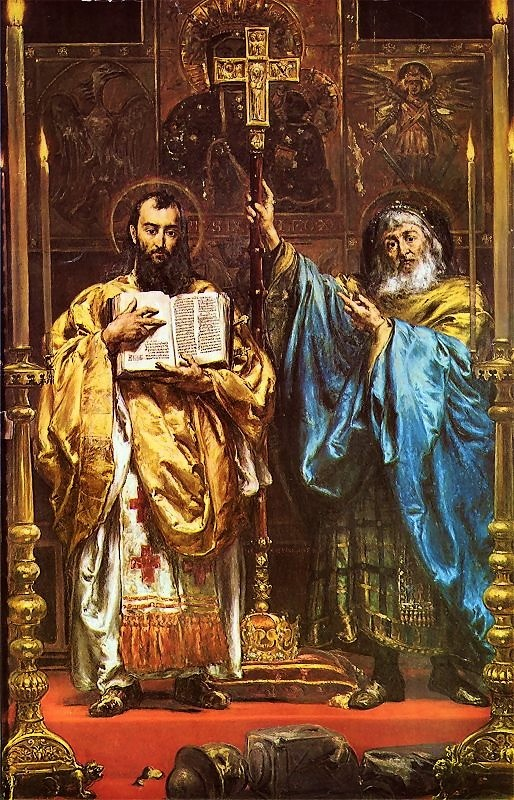
św. Cyryl i Metody

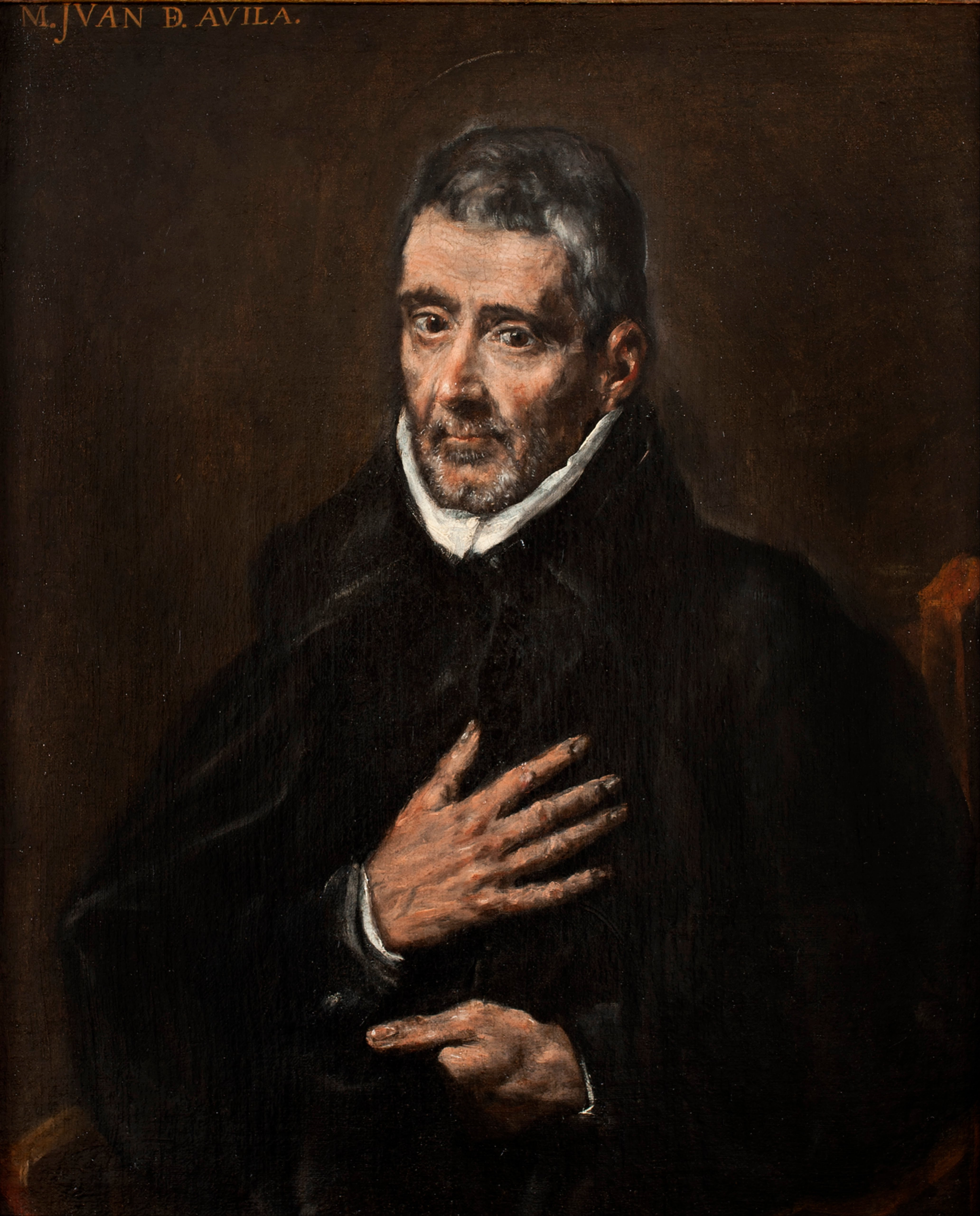
św. Jan z Ávili

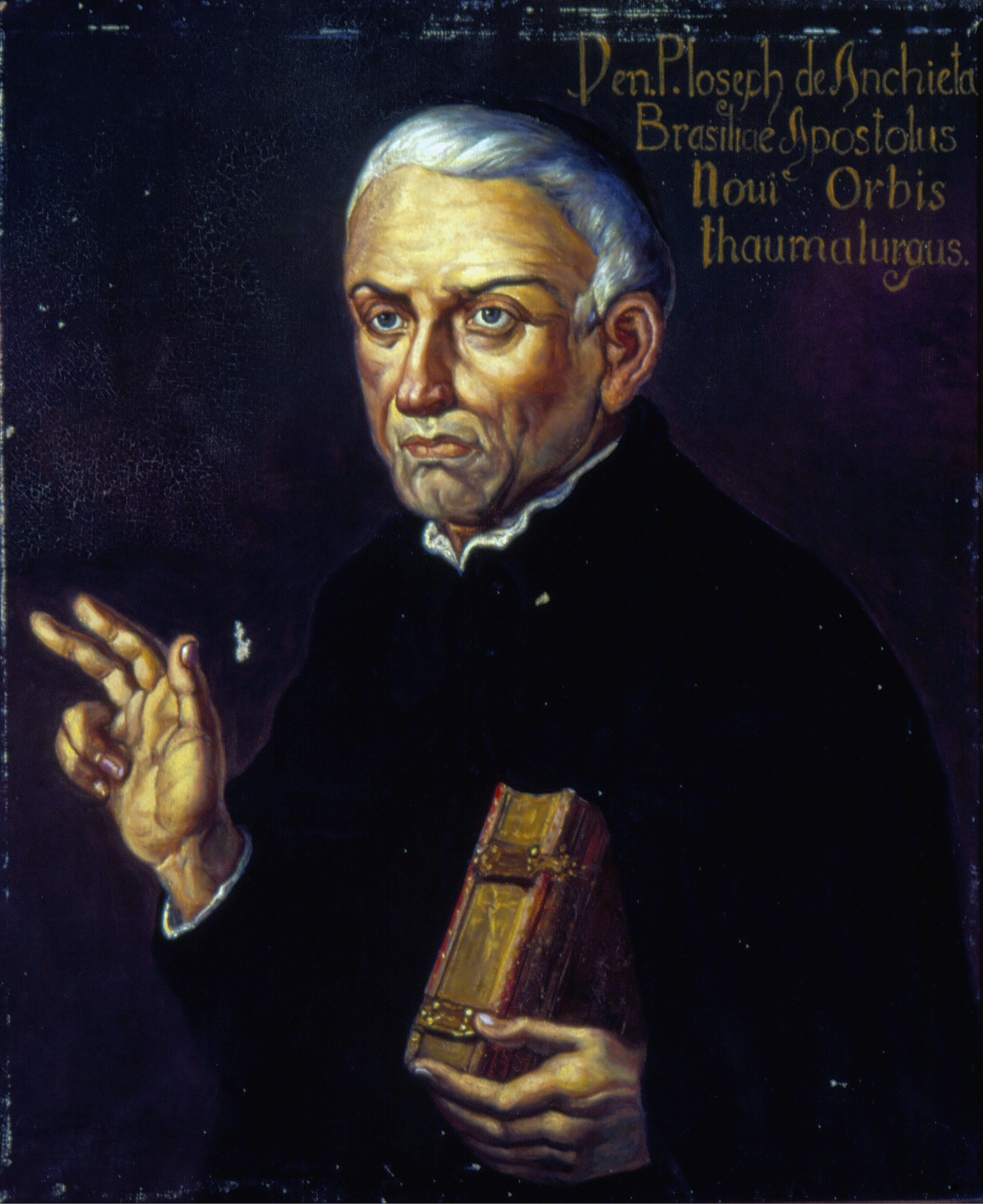
św. Józef Anchieta

Kanonizacja równoważna – dekret papieski, zezwalający na kult w całym Kościele osoby, która nie została kanonizowana. Dotyczy to osób, których proces kanonizacyjny jeszcze się nie rozpoczął. Włącza on obchody święta takiej osoby, z Mszą i oficjum, do kalendarza liturgicznego.
Zezwolenie na kult w ramach kanonizacji równoważnej nie jest wyrażone w zwykłej formule kanonizacji, lecz w dekrecie zobowiązującym cały Kościół do oddawania czci danemu Słudze Bożemu i otaczania go takim samym kultem, jaki należy się świętym kanonizowanym.
Do tej pory kanonizacji tej dokonywało siedemnastu papieży: Klemens VIII (1), Grzegorz XV (2), Aleksander VII (1), Innocenty XI (3), Innocenty XII (4), Klemens XII (1), Leon XII (2), Leon XIII (8), Benedykt XV (2), Pius XI (3), Pius XII (1), Jan XXIII (1), Paweł VI (2), Jan Paweł II (3), Benedykt XVI (1) i Franciszek (10)

## Święci wyniesieni na ołtarze w drodze kanonizacji równoważnej[2]
- przez Klemensa VIII

1. Romuald (1582)

- przez Grzegorza XV

1. Norbert (1621)
2. Bruno Kartuz (1623)

- przez Aleksandra VII

1. Piotr Nolasco (1628)

- przez Innocentego XI

1. Rajmund Nonnat (1657)
2. Stefan I Święty (1686)
3. Jan de Matha (1666)

- przez Innocentego XII

1. Małgorzata Szkocka (1673)
2. Feliks Walezjusz (1694)
3. Grzegorz VII (1728)
4. Wacław I Święty (1729)

- przez Klemensa XII

1. Gertruda z Helfty (1738)

- przez Leona XII

1. Piotr Damiani (1828)
2. Bonifacy z Tarsu (1828)

- przez Leona XIII

1. Cyryl i Metody (1880)
2. Cyryl z Aleksandrii (1882)
3. Cyryl Jerozolimski (1882)
4. Justyn Męczennik (1882)
5. Augustyn z Canterbury (1882)
6. Jan Damasceński (1890)
7. Sylwester Opat z Réomé (1890)
8. Beda Czcigodny (1899)

- przez Benedykta XV

1. Bonifacy-Winfrid (1919)
2. Efrem Syryjczyk (1920)

- przez Piusa XI

1. Albert Wielki (1931)
2. Tomasz More (1935)
3. Jan Fisher (1935)

- przez Piusa XII

1. Małgorzata Węgierska (1943)

- przez Jana XXIII

1. Grzegorz Barbarigo (1960)

- przez Pawła VI

1. Jan z Ávili (1970)
2. Mikołaj Tavelić (1970)

- przez Jana Pawła II

1. Marek Križ (1995)
2. Stefan Pongracz (1995)
3. Melchior Grodziecki (1995)

- przez Benedykta XVI

1. Hildegarda z Bingen[1] (2012)

- przez Franciszka

1. Aniela z Foligno[3] (2013)
2. Piotr Faber[4] (2013)
3. Józef Anchieta[5] (2014)
4. Maria Guyart-Martin[5] (2014)
5. Franciszek de Montmorency Laval[5] (2014)
6. Józef Vaz[6] (2015)
7. Juniper Serra[7] (2015)
8. Bartłomiej Fernandes od Męczenników[8] (2019)
9. Małgorzata z Città di Castello[9] (2021)
10. 16 karmelitanek z Compiègne[10] (2024)

## Beatyfikacja równoważna
Tego samego dotyczny beatyfikacji równoważnej, która mówi o dekrecie papieskim, zezwalającym na kult w całym Kościele osoby, która nie została beatyfikowana. Dotyczy to osób, których proces beatyfikacyjny jeszcze się nie rozpoczął. Włącza on obchody święta takiej osoby, z Mszą i oficjum, do kalendarza liturgicznego na szczeblu diecezjalnym.
Taki przypadek miał miejsce 8 listopada 2018, kiedy to papież Franciszek rozszerzył kult liturgiczny Michała Giedroycia, 18 maja 2024 w przypadku Gwidona z Montpelliera oraz 25 listopada 2024 w przypadku Juany Vázquez Gutiérrez.